# آنی وارطانیان
آنی وارطانیان (ارمنی: Անի Վարդանյան؛ زادهٔ ۱۵ مهٔ ۱۹۹۱) اسکیت‌باز نمایشی اهل ارمنستان است.